# Alexander Hay Ritchie
Alexander Hay Ritchie, né à Glasgow (Royaume-Uni) en 1822 et mort à New Haven (États-Unis) en 1895, est un peintre et graveur américain d'origine écossaise, ayant fait carrière à New York, de 1847 à sa mort.

## Biographie
Alexander Hay Ritchie est né le 15 janvier 1822 à Glasgow, en Écosse, dans une famille de notables. L'un de ses oncles, William Ritchie (1781-1831), est un avocat réputé et un patron de presse bien établi à Édimbourg. C'est dans cette ville que le jeune Alexander commence ses études au collège de Harriot's Hospital. Il devient ensuite apprenti, comme commercial, dans l'une des entreprises familiales, « G. B. & P.[atrick] Ritchie », spécialisée dans la production d'outils et de machines (presse, relieuse) destinées à l'édition (livres et journaux). Cependant, Alexander développait depuis son enfance un goût pour le dessin et les arts. Il trouve le temps de suivre les cours du peintre William Allan, à la Royal Scottish Academy, où, dès la première année, il reçoit une distinction,. 
Dans les mois qui suivent, il illustre Clans of the Highlands of Scotland, édité par C. Sinclair (Édimbourg), ouvrage dans lequel il est mentionné comme dessinateur et graveur des 12 estampes. Il s'agit là de l'un de ses premiers travaux. 
En 1843, déterminé à embrasser une carrière d'artiste, il quitte son emploi dans l'entreprise familiale, et part pour le Canada, où il gagne sa vie dans un premier temps en exécutant des portraits peints. Puis il se perfectionne en gravure sur acier, auprès de Thomas Doney, d'origine française. Il arrive à New York en 1847-1848, et ouvre un atelier de gravures et de production de portraits peints sous forme de miniatures. Installé sur Park Row, l'entreprise A. H. Ritchie & Co. se fait peu à peu connaître comme un excellent fournisseur en gravure de reproduction, et Ritchie n'hésite pas à traduire en gravure ses propres compositions peintes. Il maîtrise plusieurs techniques comme la manière noire et le pointillé. Il produit aussi des estampes, entre autres des caricatures, destinées à la presse et l'édition illustrée newyorkaise.

Gravure représentant la Marche de Sherman vers la mer (1868).

Il expose à la National Academy dès 1848, puis régulièrement jusqu'en 1891.
Son fonds de commerce au cours des années 1850-1870 reste la gravure reprenant des thèmes historiques et d'actualité célèbres, aussi bien regardant l'histoire britannique qu'américaine. Ses planches les plus célèbres en son temps sont, entre autres, la Marche de Sherman vers la mer (1868), interprétant le tableau de Felix Octavius Carr Darley (d) (1821-1888) d'après un fameux épisode de la guerre de Sécession (1864) ; on compte aussi The First Reading of the Emancipation Declaration d'après Francis Bicknell Carpenter (1864), Lady's Washington Reception d'après Huntington, ou encore Washington and his Generals (1856) et The Death of Lincoln (1868), d'après ses propres compositions peintes.
Ayant rejoint assez tôt, en tant qu'Écossais émigré, la Saint Andrew's Society of the State of New York, il devient en 1871 membre sociétaire de la National Academy of Design.
En 1891, il prend sa retraite et déménage à New Haven où il meurt le 19 septembre 1895 ; il est enterré au Cemetery of the Evergreens (Brooklyn). Marié, il est père de deux garçons et d'une fille.
Il ne doit pas être confondu avec Alexander Penrose Forbes Ritchie (1868-1938), graphiste écossais qui produisit de nombreuses affiches signées « Alick P. F. Ritchie ».

## Collections publiques
- The Execution of Deacon Brodie and George Smith (avant 1844), huile sur panneau, Edinburgh City Art Centre[9].
- Québec en 1775 (vers 1850)[10], eau forte, burin et rehauts d'aquarelle, d'après Richard Short, musée national des beaux-arts du Québec.
- Portrait de James McCosh (1875)[11], huile sur toile, Princeton University Art Museum.

## Galerie

Quelques œuvres d'Alexander Hay Ritchie
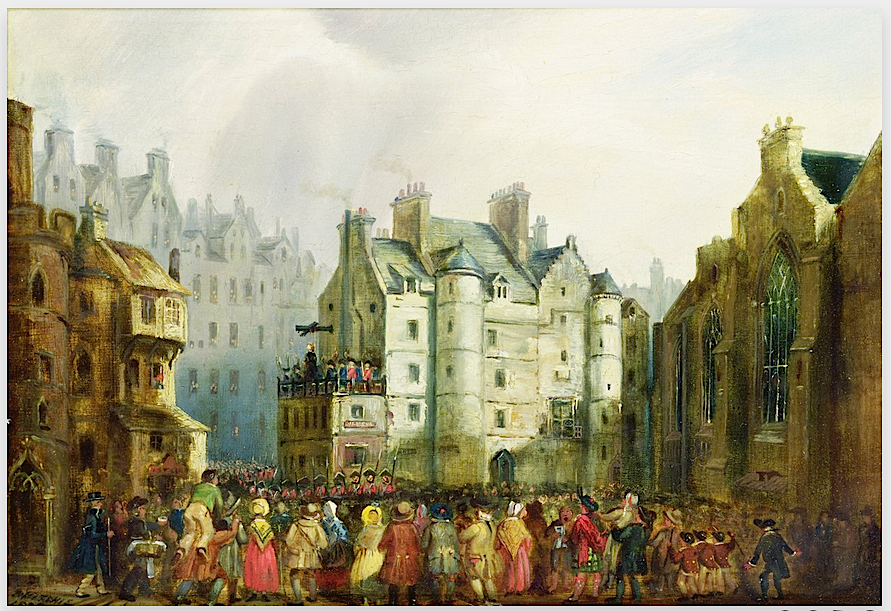
The Execution of Deacon Brodie and George Smith (avant 1844), une œuvre de jeunesse
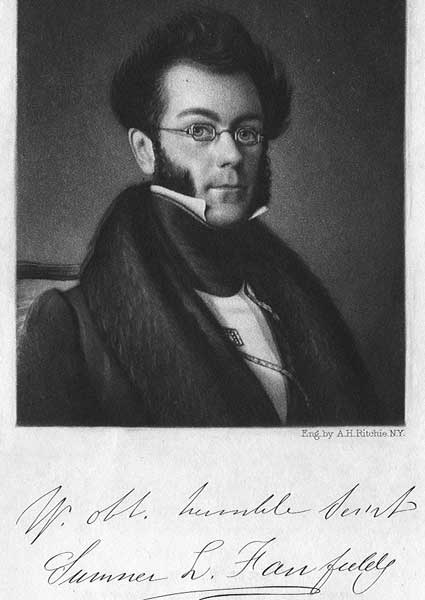
Sumner Lincoln Fairfield (1847), frontispice gravé publié dans l'essai de Jane Fairfield[12], l'un de ses premiers travaux américains
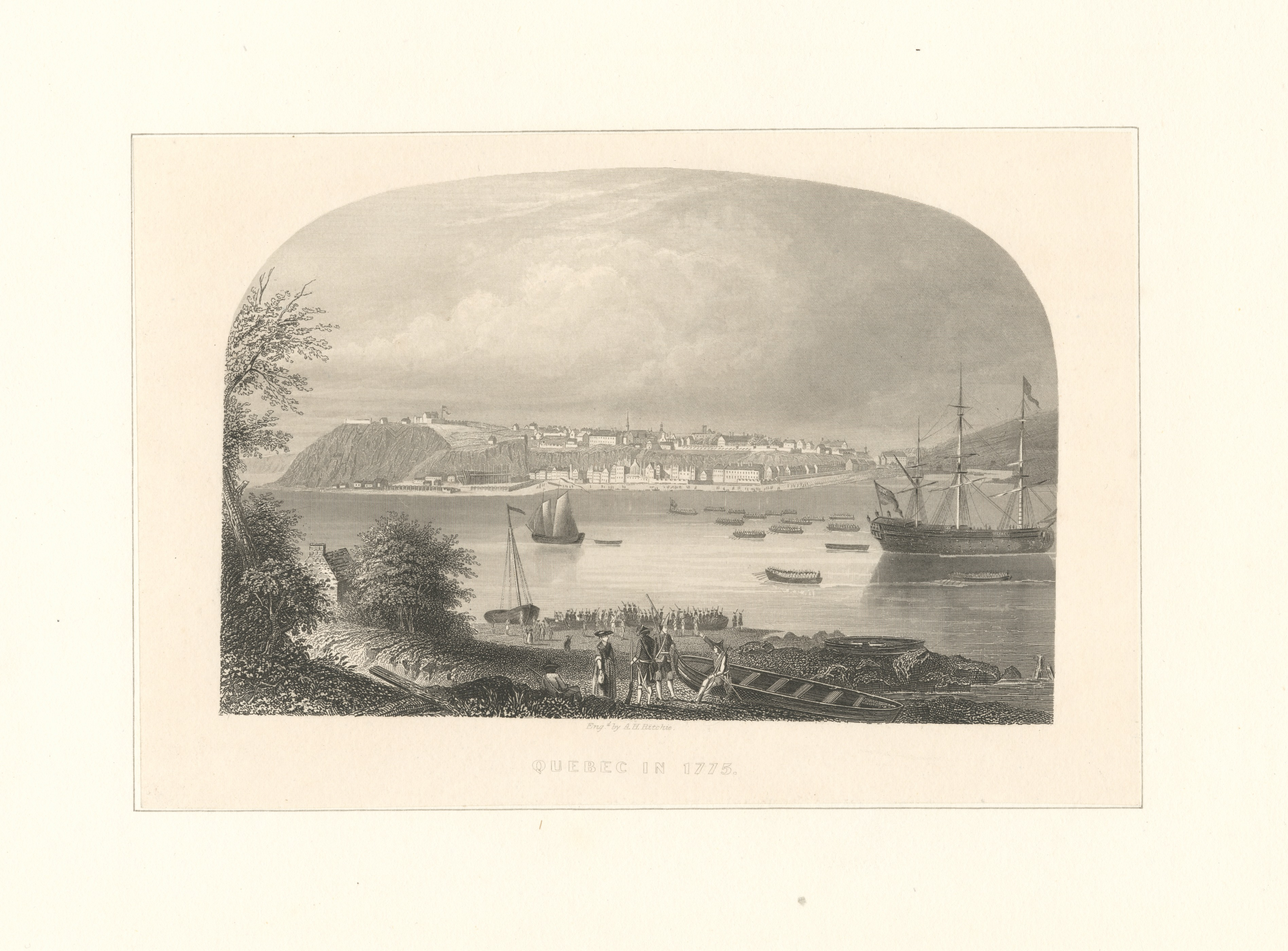
Quebec in 1775 (vers 1850), eau-forte et burin
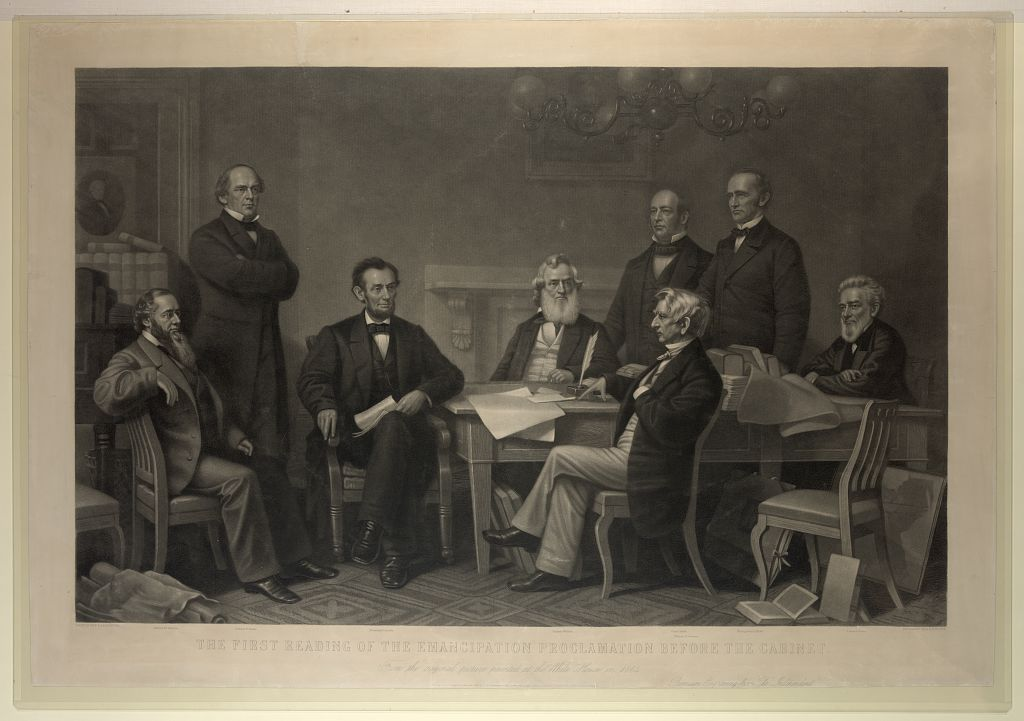
The First Reading of the Emancipation Proclamation before the Cabinet (1866), manière noire d'après F. B. Carpenter
Death of Lincoln (1868), manière noire d'après lui-même

## Ouvrages illustrés
- Jane Fairfield, The Life of Sumner Lincoln Fairfield, esq., frontispice, New York, The Author, 1847.
- Emily Percival, The Souvenir Gallery: An Illustrated Gift Book for All Seasons, Boston, Phillips, Sampson & Co., 1850.
- Benson John Lossing, The Pictorial Field-book of the Revolution: Or, Illustrations, by Pen and Pencil, of the History, Biography, Scenery, Relics, and Traditions of the War for Independence, 2 tomes, New York, Harper & Brothers, Publishers, 1859.
- Israel P. Warren, The Sisters : a memoir of Elizabeth H., Abbie A., and Sarah F. Dickerman, American Tract Society, 1859.
- Biographical memoir of Franklin Bache, M.D. : prepared at the request of the College of Physicians of Philadelphia, Philadelphie, J. B. Lippincott & Co., 1865.
- Harriet Beecher Stowe, Men of Our Times; or Leadind Patriots of the Day, Hartford (CT), Hardford Publ., 1868.
- Daniel Wise, Pleasant pathways, or, Persuasives to early piety, New York, Phillips & Hunt, 1887.